# 725 років м. Рівному (монета)
«725 ро́ків м. Рі́вному» — ювілейна монета номіналом 5 гривень, випущена Національним банком України, присвячена місту Рівне, яке вперше згадується в 1283 році в польській хроніці «Rocznik kapituły krakowskiej» як про один з населених пунктів Галицько-Волинського князівства. У хроніці місто згадується у зв'язку з битвою, яка відбулася між військами краківського князя Лешка Чорного і литовського князя Вітена.
Монету введено в обіг 19 вересня 2008 року. Вона належить до серії «Стародавні міста України».

## Опис монети та характеристики
| Номінал грн. | Метал      | Маса, г | Діаметр, мм | Якість виготовлення       | Гурт     | Тираж, штук |
| ------------ | ---------- | ------- | ----------- | ------------------------- | -------- | ----------- |
| 5            | нейзильбер | 16,54   | 35,0        | спеціальний анциркулейтед | рифлений | 45 000      |

### Аверс
На аверсі монети зображено композицію з історико-архітектурних пам'ятників міста, серед яких пам'ятник Марії Рівненській Несвицькій, Успенська церква, Свято-Покровський собор тощо. Вгорі — малий Державний Герб України та напис півколом «НАЦІОНАЛЬНИЙ БАНК УКРАЇНИ», під якими написи: «5», «ГРИВЕНЬ», «2008» і логотип Монетного двору Національного банку України (праворуч).

### Реверс

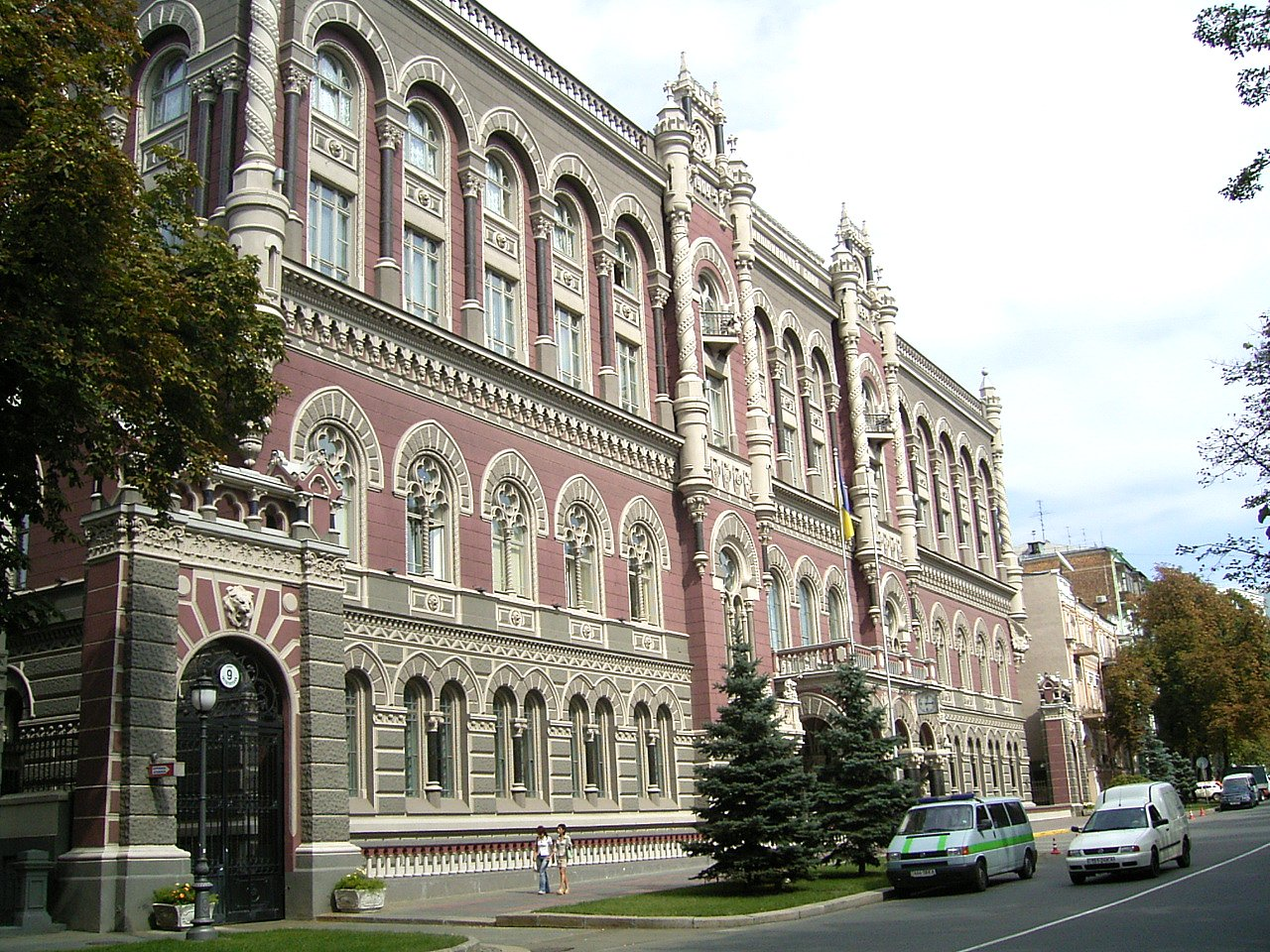
Будівля Національного банку України

На реверсі монети розміщено стилізований сувій пергаменту, на якому зображено сцену битви між польськими та литовськими військами, зі згадки про яку і починається літочислення міста. Праворуч і ліворуч від сувою — стилізований орнамент, над яким розміщено герб міста (ліворуч) та написи: «725», «РОКІВ» (праворуч); унизу півколом напис — «ПЕРША ПИСЕМНА ЗГАДКА».

## Автори
- Художники — Таран Володимир, Харук Олександр, Харук Сергій.
- Скульптори: Атаманчук Володимир, Дем'яненко Володимир.

## Вартість монети
Ціна монети — 20 гривень, була вказана на сайті Національного банку України в 2013 році.
Фактична приблизна вартість монети, з роками змінювалася так:
| Рік        | 2010 | 2011 | 2012 | 2013 | 2014 | 2015 | 2016 | 2017 | 2018 | 2019 | 2020 | 2021 | 2022 | 2023 | 2024 | 2025 |
| ---------- | ---- | ---- | ---- | ---- | ---- | ---- | ---- | ---- | ---- | ---- | ---- | ---- | ---- | ---- | ---- | ---- |
| Ціна, грн. | 25   | 25   | 25   | 30   | 35   | 40   | 55   | 70   | 75   | 85   | 85   | 90   | 100  | 180  | 250  | 260  |